# Stereochemia
Stereochemia – dział chemii zajmujący się badaniem trójwymiarowej struktury cząsteczek i jej wpływem na własności tych cząsteczek. 
Stereochemia zajmuje się czterema podstawowymi zagadnieniami:
- teoretyczną możliwością występowania i praktyczną analizą izomerii optycznej i geometrycznej związków chemicznych,
- wyjaśnianiem i analizowaniem mechanizmów reakcji chemicznych prowadzących do zmian w trójwymiarowej strukturze cząsteczek,
- syntezą asymetryczną, czyli praktycznymi sposobami otrzymywania pożądanych izomerów geometrycznych i optycznych,
- badaniem wpływu struktury trójwymiarowej cząsteczek na ich własności fizyczne, chemiczne i biologiczne.

## Stereochemia węglowodorów
Budowa przestrzenna węglowodorów opiera się na kilku regułach:
- Podstawniki atomów węgla tworzącego cztery pojedyncze wiązania chemiczne są ułożone w narożach czworościanu (hipoteza van ’t Hoffa i le Bela). Jedną z konsekwencji tej reguły jest niepłaskość pierścienia cykloheksanu.
- Podstawniki atomów węgla tworzących wiązanie podwójne leżą w płaszczyźnie tego wiązania. Kąty X-C=C i X-C-X' (gdzie X, X' są podstawnikami, a C jest atomem węgla tworzącym wiązanie podwójne) wynoszą około 120°.
- Podstawniki atomów węgla tworzących wiązanie potrójne (acetylenowe) leżą w płaszczyźnie tego wiązania. Kąt utworzony przez podstawnik oraz dwa atomy węgla połączone wiązaniem potrójnym wynosi 180° (wiązanie liniowe).
- Pierścień benzenu jest płaski. Podstawniki pierścienia benzenowego leżą w jego płaszczyźnie.

Stosując powyższe proste reguły można łatwo przewidzieć struktury większości nienaprężonych węglowodorów, zarówno alifatycznych, jak i aromatycznych.

### Węglowodory o nietypowej budowie przestrzennej[1]
Wyżej podane reguły stosują się do większości istniejących węglowodorów. Znane są jednakże wyjątki. Złamanie tych reguł powodowane jest zwykle przez wprowadzenie do cząsteczki dużych naprężeń.
- Węglowodory łamiące hipotezę van ’t Hoffa i Le Bella
  - cząsteczki z piramidalnym (odwróconym) czterowiązalnym atomem węgla (np. [1.1.1]propellan, [1.1.1.1]padlan)
  - cząsteczki z płaskim z czterowiązalnym atomem węgla (tzw. problem płaskiego metanu)
  - cząsteczki z płaskim cykloheksanem (np. tris-σ-homobenzeny – cząsteczki, w których cykloheksan jest „obudowany” ugrupowaniami cyklopropanowymi)
- Cząsteczki ze zdeformowanym wiązaniem podwójnym
- Niezwykłe węglowodory aromatyczne
  - cząsteczki z niepłaskim pierścieniem benzenowym (np. [2.2]paracyklofan)
  - cząsteczki z podstawnikami nieleżącymi w płaszczyźnie pierścienia benzenowego (np. superfan)
- Nieliniowe acetyleny